# Croodék
A Croodék (eredeti cím: The Croods) 2013-ban bemutatott amerikai 3D-s számítógépes animációs kalandfilm-vígjáték, amely a DreamWorks 26. filmalkotása. A főbb szerepekben olyan színészek hangja hallható, mint Nicolas Cage, Ryan Reynolds, Emma Stone, Catherine Keener, Clark Duke és Cloris Leachman, akik a címszereplő Crood családot szólaltatják meg.
A film John Cleese ötletén alapszik, ami szerint egy ősember család miután elvesztik egykori otthonukat, nekivágnak, hogy új lakhelyet találjanak maguknak, s közben számtalan veszéllyel és kalanddal néznek szembe, mert a világuk folyamatosan változik, s a túlélésért nekik is ezt kell tenniük.
A filmet Chris Sanders, a Lilo és Stitch alkotója rendezte, társrendezője Kirk DeMicco. A Dreamworks forgalmazási szerződése a Paramount Pictures-szel felbomlott, Az öt legenda című filmet követően, így ez volt az első Dreamworks film, amelyet a 20th Century Fox forgalmazott. Az animációs játékfilm producere Kristine Belson és Jane Hartwell, a zenéjét Alan Silvestri szerezte. A mozifilm 3D-ben is látható volt.
A filmet az Amerikai Egyesült Államokban 2013. március 22-én a 20th Century Fox, míg Magyarországon egy nappal korábban, március 21-én mutatták be a mozikban az InterCom Zrt. forgalmazásában. Ez volt az első DreamWorks film, amit Magyarországon az InterCom Zrt. forgalmazásában jelent meg, miután a UIP-Dunafilm legutoljára 2012-ben forgalmazta Az öt legenda című filmmel, majd 2013 és 2017 között átadta a DreamWorks filmek forgalmazását.

## Cselekmény
|  | Alább a cselekmény részletei következnek! |

Az őskorban az utolsó még élő barlanglakók egy hattagú ősembercsalád, Croodék. A család tagjai: Grug (Nicolas Cage), a családfő, aki rendíthetetlenül védelmezi a családját a külvilág minden veszélyétől, legfontosabb szabályai: soha, senki nem hagyhatja el a barlangjukat sötétedés után; minden új dolog veszélyes; a félelem a túlélés záloga. Ugga (Catherine Keener), Grug párja az odafigyelő és gondviselő anya, Grug mellett a család második pátriárkája. A család lázadó kamaszlánya Eep (Emma Stone), aki utálja, hogy egész életét egy barlangban kell leélnie, rendkívül izgatja a külvilág, ezért gyakran ellenkezik az apja elvárásaival, ami komoly vitákat szül köztük. Továbbá ott van Thunk (Clark Duke), a család nagydarab, ügyetlen, apakomplexusos fiacskája, Sandy, a család legifjabb, még szinte baba tagja, aki olykor állatiasan viselkedik, valamint Ugga édesanyja, Nyany (Cloris Leachman), a család legöregebb és legbogarasabb tagja (és akitől Grug a leginkább szeretne megszabadulni, aminek jeleit gyakran ki is mutatja.)
Croodék nyugodt mindennapjai akkor érnek véget, mikor váratlan földrengések beomlasztják a barlangjukat, ezáltal ők kiszorulnak a sziklákon túli külvilágba, ahol különböző állatok és növények próbálják megtámadni vagy felfalni őket. Szerencsére találkoznak Guyjal (Ryan Reynolds), a fiatal ősemberrel, aki teljesen más, mint ők: merész, vállalkozó és született kísérletező, saját felfedezései között szerepel a nadrág, a cipő és a tűz is, valamint van egy saját házi lajhárja, akit a legtöbbször övként használ. Croodék kelletlenül, de az ő vezetésével indulnak el egy hatalmas hegy irányába, ahol reményeik szerint új barlangot találhatnak maguknak, és ahol biztonságban lesznek, mielőtt a világuk teljesen megsemmisülne.
Az út során Guy számtalan új dolgot mutat és tanít meg a családnak, akiket lenyűgöznek a fiatalember csodás ötletei, kiváltképp Eepet, aki bele is szeret a fiúba. Grug azonban úgy érzi, a családja egyre inkább Guyt akarja követni, mintsem őt, különösen, mivel Guy el akar jutni a „holnap” országába, ahol megszámlálhatatlanul sok nap van az égen. Félvén, hogy elveszti a családját, Grug megpróbál olyanná válni, mint Guy és ötleteket kieszelni (noha a legtöbb badarságnak tűnik, van köztük használható is, mint a paróka vagy a napszemüveg). Grugon egyre inkább úrrá lesz a féltékenység, ami végül tettlegességig fajul Guyjal szemben, aminek következtében mindketten egy óriási kátránnyal teli gödörben ragadnak. Guy elmondja, hogy ő így vesztette el a családját, Grug pedig elismeri, hogy a saját családja védelmének érdekében szüksége van Guy ötleteire. Közös erőfeszítéssel és Guy tervével sikerül megmenekülniük és folytatják útjukat a hegyre, amelyet ekkor a rengések váratlanul beszakítanak, de Grug úgy hiszi, a hegy túloldalán talaj van, így egyesével áthajítja őket, miközben arra biztat mindenkit, felejtsenek el félni, Eep pedig olyat tesz apjával, amit eddig soha (ölelésnek nevezi el). Mindenki épségben landol a túloldalon, de Grug nem jut át, mert a hegy összeomlik, és ő a sziklák alá szorul. Nem sérül meg, és a sötétben sikerül tüzet csiholnia, majd egy nagy sziklafalon megörökíti a családját, barlangrajzként. Rátalál viszont a színes, kardfogú macska, aki egész idő alatt üldözte őket, de most félve Grughoz bújik. Ekkor Grugnak végre támad egy igazi ötlete: a piranha-madarak által korábban megevett földi bálna csontvázát szurokkal bekeni, majd amikor a ragadozó, húsevő papagájok rátámadnak és beleragadnak a szurokba, amikor el akarnak repülni, a bálnacsontvázat is viszik magukkal. A madarakat fáklyával irányító Grug a túlsó partra menet közben a repülő szerkezetbe felszedi azokat az állatokat, amelyek elől útjuk során menekültek, így azokkal együtt repül át a túloldalra (a repülés Guy nagy álma volt), mielőtt a hegy végleg a földdel válik egyenlővé.
A kalandok hosszú sora után Grug nagy örömmel fogadja be Guyt a családjukba, és ettől kezdve Croodék világnézete alaposan megváltozik; többé nem rejtőznek a sötétségben, hanem mindig követik a fényt, így jutnak el abba a bizonyos „holnapba”, mely egy jobb jövőt jelent.
|  | Itt a vége a cselekmény részletezésének! |

## Szereplők
| Szereplő | Eredeti hang     | Magyar hang      |
| -------- | ---------------- | ---------------- |
| Grug     | Nicolas Cage     | Schnell Ádám     |
| Guy      | Ryan Reynolds    | Szatory Dávid    |
| Eep      | Emma Stone       | Bata Éva         |
| Ugga     | Catherine Keener | Kerekes Viktória |
| Thunk    | Clark Duke       | Elek Ferenc      |
| Nyany    | Cloris Leachman  | Pásztor Erzsi    |

## Produkció
A filmet 2005-ben jelentették be először. Eredetileg az Aardman Animations készítette volna el hagyományos stop-motion technikával, Crood Awakening (Croodék felkelése) munkacímmel. A forgatókönyv első kész változatát John Cleese és Kirk DeMicco írta meg. 2007-ben azonban az Aardman különböző jogi okok miatt visszavonult a Dreamworks-szel való közös munkától, így a produkciót jegelték, helyette az Elvitte a víz című filmen kezdtek el dolgozni, melyet 2006-ban mutattak be.
2007 márciusában Chris Sanders, a Disney Lilo és Stitch című filmjeinek rendezője csatlakozott a Dreamworks-höz, és jelentősen átdolgozta a forgatókönyvet. 2008 szeptemberében bejelentették, hogy Sanders átvette az Így neveld a sárkányodat munkálatait, és ugyanabban az évben megkezdte a Croodék gyártását, ezáltal azonban meghosszabbította a film eredeti, 2012 márciusára tervezett bemutatását. 2009-ben jelentették be a film végleges (The Croods) címét. 2011 márciusában azonban a film újabb késedelmet szenvedett, így a bemutatót 2013-ra tolták, a végleges dátumot pedig március 22-ére tűzték ki.

## Megjelenés
A Croodék világpremierje 2013. február 15. volt a Berlini Nemzetközi Filmfesztiválon, míg az Egyesült Államokban országszerte 2013. március 22-én vetítették a mozikban. Magyarországon a filmet az InterCom forgalmazza, bemutatója 2013. március 21-én volt.